# 2 de 6 aixecat per sota
El 2 de 6 aixecat per sota, o torre de 6 aixecada per sota és un castell de 6 pisos d'alçada i dues persones per pis en el seu tronc, excepte els dos darrers pisos compostos per l'acotxador i l'enxaneta. Respecte al 2 de 6 té la peculiaritat que el castell s'inicia des de la part de dalt i després es van afegint pisos per sota que es van aixecant un per un amb l'ajuda directa de tres persones per cada pilar i el suport de la pinya.

## Colles
Actualment hi ha 7 colles castelleres que han aconseguit carregar el 2 de 6 aixecat per sota, de les quals totes l'han descarregat al primer intent. La taula següent mostra la data (any/mes/dia), diada i plaça en què les colles el carregaren i/o descarregaren per primera vegada en el segle xx o xxi:
| Núm. | Colla                                | Carregat               | Diada                             | Plaça                                                 | Descarregat            | Diada                             | Plaça                                                 |
| ---- | ------------------------------------ | ---------------------- | --------------------------------- | ----------------------------------------------------- | ---------------------- | --------------------------------- | ----------------------------------------------------- |
| 1    | Colla Vella dels Xiquets de Valls    |                        |                                   |                                                       |                        |                                   |                                                       |
| 2    | Castellers de Montcada i Reixac      | 29 d'agost de 1993     | Festa del barri Horts de Miró     | Reus                                                  | 29 d'agost de 1993     | Festa del barri Horts de Miró     | Reus                                                  |
| 3    | Castellers d'Esplugues               | 17 de setembre de 2000 | Diada dels Castellers d'Esplugues | Plaça Pare Miquel d'Esplugues, Esplugues de Llobregat | 17 de setembre de 2000 | Diada dels Castellers d'Esplugues | Plaça Pare Miquel d'Esplugues, Esplugues de Llobregat |
| 4    | Castellers de Mallorca               | 4 de maig de 2004      |                                   | Sa Granja d'Esporles, Esporles                        | 6 de maig de 2004      |                                   | Sa Granja d'Esporles, Esporles                        |
| 5    | Margeners de Guissona                | 7 de juny de 2009      | Diada de la Integració            | Poble Nou, Barcelona                                  | 7 de juny de 2009      | Diada de la Integració            | Poble Nou, Barcelona                                  |
| 6    | Arreplegats de la Zona Universitària | 17 de maig de 2012     | Diada dels Xoriguers de la UdG    | Girona                                                | 17 de maig de 2012     | Diada dels Xoriguers de la UdG    | Girona                                                |
| 7    | Engrescats de la URL                 | 12 de maig de 2016     | Diada dels Engrescats de la URL   | Barcelona (Forum)                                     | 12 de maig de 2016     | Diada dels Engrescats de la URL   | Barcelona (Forum)                                     |